# سرگی گرینکوف
سرگی گرینکوف (روسی: Серге́й Миха́йлович Гринько́в؛ ۴ فوریهٔ ۱۹۶۷ – ۲۰ نوامبر ۱۹۹۵) اسکیت‌باز نمایشی اهل اتحاد جماهیر شوروی سوسیالیستی بود.